# Сосновый Юраш
Сосно́вый Юра́ш (тат. Сосновый Юраш) — деревня в Елабужский районе Республики Татарстан, в составе Староюрашского сельского поселения.

## Этимология названия
Топоним произошел от фитонима «сосна» и гидронима «Юраш».

## География
Деревня находится на реке  Юрашка, в 37 км к северо-западу от районного центра, города Елабуга.

## История
Деревня известна с 1680 года. В XVIII – первой половине XIX веков жители относились к категории государственных крестьян. Их основные занятия в этот период – земледелие и скотоводство, был распространен лесопильный промысел.
В «Списке населенных мест по сведениям 1859—1873 годов», изданном в 1876 году, населённый пункт упомянут как казённая деревня Сосновые Юраши 1-го стана Елабужского уезда Вятской губернии. Располагалась при речке Юманчурке, по правую сторону Елабужско-Малмыжского почтового тракта, в 28 верстах от уездного города Елабуги и в 28 верстах от становой квартиры в казённом селе Сарали. В деревне, в 55 дворах жили 372 человека (173 мужчины и 199 женщин), была мечеть.
В конце XIX века в деревне имелись мечеть, мектеб (открыт в 1825 году), мельница. В этот период земельный надел сельской общины составлял 1051,3 десятины.
До 1920 года деревня входила в Черкасовскую волость Елабужского уезда Вятской губернии. С 1920 года в составе Мамадышского, с 1921 года – Елабужского, с 1928 года – Челнинского кантонов ТАССР. С 10 августа 1930 года – в Елабужском, с 19 февраля 1944 года – в Костенеевском, с 8 июня 1944 года – в Мортовском, с 19 ноября 1954 года в Елабужском районах.
В 1928 году в деревне был организован колхоз «Кызыл Татарстан».

## Население
| 1859 | 1887 | 1905 | 1920 | 1926 | 1938 | 1949 | 1958 | 1970 | 1979 | 1989 | 2002 | 2010 | 2017 |
| ---- | ---- | ---- | ---- | ---- | ---- | ---- | ---- | ---- | ---- | ---- | ---- | ---- | ---- |
| 372  | 581  | 710  | 785  | 822  | 491  | 229  | 180  | 132  | 64   | 37   | 39   | 51   | 31   |

Национальный состав села: татары – 93,6%, русские – 6,4%.

## Экономика
Жители работают преимущественно в ЗАО «Агрофирма «Новый Юраш» (с 2006 года), занимаются полеводством, скотоводством.